# «Тобаго» змінює курс
«„Тобаго“ змінює курс» (латис. «„Tobago“ maina kursu») — радянський художній фільм 1965 року. За мотивами однойменної повісті Гунара Цируліса і Анатола Імерманіса. Повість заснована на реальних подіях, що відбувалися з вантажним теплоходом «Герцог Екаб».

## Сюжет
Дія фільму відбувається в 1940 році, напередодні зміни влади в Латвії. На борту судна, що вийшло в море, знаходиться його власник, він вирішує переправити належну йому власність в надійне місце. Пильні матроси не дають йому здійснити задумане і повертають судно на батьківщину, тепер вже радянську.

## У ролях
- Гунарс Цилінскіс — Дрезінь
- Інесса Скурбе — Валія
- Карліс Себріс — Квієсіс
- Еве Ківі — Аліса
- Яніс Грантіньш — Вілсонс
- Волдемар Зандберг — Свадруп
- Луйс Шмітс — Цепурітіс
- Улдіс Пуцитіс — Галенієкс
- Леонс Кріванс — Артур
- Егонс Бесеріс — боцман
- Олександр Лембергс — Ландманіс
- Михайло Кублінскіс — Аугуст
- Улдіс Думпіс — штурман Нордекіс

## Знімальна група
- Режисер: Олександр Лейманіс
- Автори сценарію: Михайло Блейман, Анатол Імерманіс, Гунар Цируліс
- Оператор: Маріс Рудзитіс
- Художник: Віктор Шильдкнехт
- Композитор: Гедертс Раманс